# 파트론
파트론(영어: Patroon)은 북아메리카의 17세기 뉴네덜란드 식민지에서 넓은 땅을 소유하였던 지주였으며 땅을 옛날 중세시대의 장원제도와 흡사한 체제로 운영하였다.

## 같이 보기
- 엠프레사리오

## 참고 자료
1. ↑  어원은 영리적인 회사의 우두머리를 뜻하는 네덜란드어 단어 patroon에서 비롯되었다.